# Kocherklemme

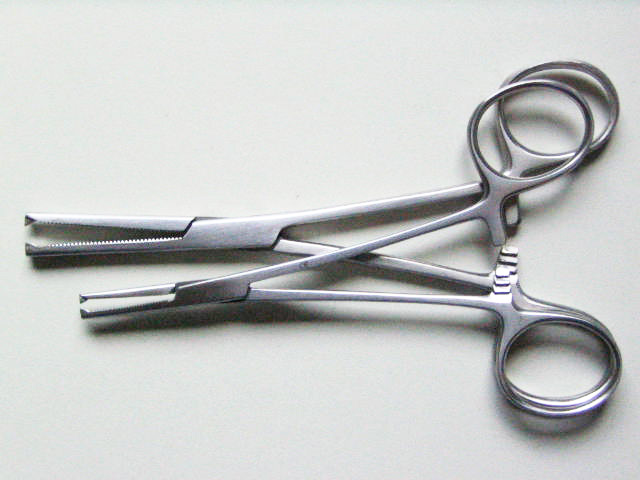
Zwei Kocherklemmen, klein und mittelklein

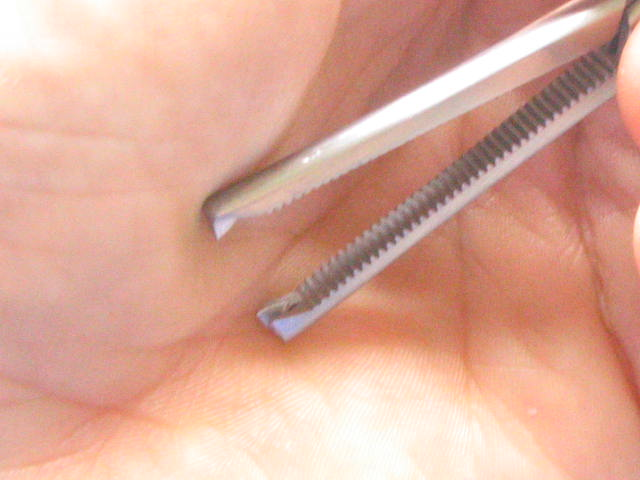
Die Arbeitsflächen auf den Backen der Kocherklemme

Die Kocherklemme ist in der Chirurgie eine traumatische Klemme und gehört der Klasse der fassenden Instrumente an. Sie wurde Ende des 19. Jahrhunderts von dem Schweizer Chirurgen Theodor Kocher entwickelt.
Die Kocherklemme wird vorwiegend dann eingesetzt, wenn Strukturen sicher gefasst und längerfristig festgehalten werden müssen, dabei aber komprimiert werden dürfen. Zu diesem Zweck (damit das gefasste Gewebe nicht aus der Klemme rutscht) hat sie geriffelte Backen und einen kleinen „Zahn“ am Ende, der ein Abrutschen der Klemme auch dann verhindern kann, wenn nur wenig Substanz gefasst werden kann.
Wegen ihrer zerstörerischen Wirkung wird sie als Standardfassinstrument bei robusten Gewebetypen wie Knochenhaut und Haut eingesetzt; durchtrennte Muskelfasern (mit Gefäßverletzungen) lassen sich mit der Kocherklemme nicht nur fassen, sondern es werden durch den Druck auch feine Kapillarblutungen gestillt. Die Kocherklemme eignet sich jedoch nicht für drucksensibles Material wie etwa Nerven, Eingeweide und Lunge.